# Коротёнки
Коротёнки — деревня в Октябрьском районе Костромской области России. Входит в состав Новинского сельского поселения. До 2010 года входила в состав Забегаевского сельского поселения.
Южнее деревни протекает река Елховка (приток Рюндюга).
В 1708—1780 годах деревня входила в состав Архангелогородской губернии, затем в составе Вологодского наместничества (до 1796 года) и Вологодской губернии. В 1924 году вошла в Вознесенско-Вохомский район в составе Северо-Двинской губернии, в 1929 году — в состав Северо-Двинского округа Северного края, в 1936 году — в состав Северной области. В 1937 году вошла в состав Вологодской области. С 1944 года по 1945 год — в Вохомском районе в составе Костромской области. В 1945 году деревня вошла в состав Боговаровского района. С 1963 года по 1965 год входила в Вохомский сельский район. С 1965 года — в составе Октябрьского района.

## Население
| 2008 | 2010 | 2014 |
| ---- | ---- | ---- |
| 4    | →4   | ↘2   |